# Lietuvos bankas
Lietuvos bankas (LB) är Litauens centralbank. Den grundades den 27 september 1922 och har sitt säte i Vilnius. Sedan den 1 maj 2004 utgör LB en del av Europeiska centralbankssystemet. Centralbankschef är Vitas Vasiliauskas.